# Orstom hydratemei
Orstom hydratemei – gatunek pająków z infrarzędu ptaszników i rodziny Barychelidae. Występuje endemicznie na Nowej Kaledonii. Zasiedla lasy deszczowe góry Mont Panié.

## Taksonomia
Gatunek ten opisany został po raz pierwszy w 1994 roku przez Roberta Ravena i Tracey Churchill w publikacji autorstwa tego pierwszego. Miejsce typowe znajduje się na Mont Panié.

## Morfologia
Pająk o ciele długości do 26 mm oraz karapaksie długości do 11,3 mm i szerokości do 6,9 mm. Karapaks jest w zarysie prawie jajowaty, ubarwiony ciemnorudobrązowo, porośnięty czarnymi włoskami. Jamki karapaksu są głębokie i silnie zakrzywione. Szczękoczułki są ciemnobrązowe, porośnięte czarnymi szczecinkami, przysadziste, opatrzone wklęśnięciami na powierzchniach przednio-bocznych. Ponad grubym i krótkim pazurem jadowym leży rastellum w postaci przepaski z 15–20 sztywnymi, zakrzywionymi szczecinkami. Szczęki zaopatrzone są w 80–100 tępych kuspuli umieszczonych na wzgórku w kącie wewnętrznym. Odnóża są ciemnorudobrązowe. Kolejność par odnóży od najdłuższej do najkrótszej to: IV, I, II, III. Odnóża dwóch początkowych par nie mają zgrupowań kolców. Pazurki odnóży pierwszej pary mają po dwa, a ostatniej po jednym ząbku. Opistosoma (odwłok) jest z wierzchu żółtobrązowa. Genitalia samicy mają dwie spermateki, każda o formie prostokątnego guzka z którego ektalnie wychodzi długi przewód zwieńczony kulistawym płatem.

## Ekologia i występowanie
Pająk ten występuje endemicznie w północnej części Prowincji Północnej Nowej Kaledonii, gdzie zasiedla wyłącznie lasy deszczowe na wschodnich stokach Mont Panié. Stwierdzony został na wysokości około 700 m n.p.m.
Kopie w glebie rurkowate norki o długości od 10 do 15 cm i falistym przebiegu. Jedyne wejście do norki jest szersze od korytarza i zamknięte cienkim i miękkim wieczkiem, do którego budowy wykorzystywane są również liście.
Do ptaszników występujących z nim sympatrycznie należą Encyocrypta panie z tej samej rodziny oraz Migas affinis z rodziny Migidae.